# Natascha Brandt
Natascha Alexandra Brandt Rodríguez là một người có danh hiệu cuộc thi, sinh ra ở Caracas, Venezuela vào ngày 13 tháng 5 năm 1989. Cô là người chiến thắng chính thức của cuộc thi Señorita Deporte Venezuela 2006 (Hoa hậu Thể thao Venezuela) được tổ chức tại Venezuela, Venezuela vào ngày 8 tháng 8 năm 2006. Brandt đại diện cho bang Nueva Esparta trong cuộc thi Hoa hậu Venezuela 2008, vào ngày 10 tháng 9 năm 2008. Nhiều người trong nước cho biết cô dự kiến sẽ trở thành người mẫu hàng đầu quốc tế.